# 周昺
參數所指定的目標頁面不存在，建議更正成存在頁面或直接建立下列一個頁面（建立前請先搜尋是否有合適的存在頁面可以取代）：
- 周昺 (西晋)

周昺（15世紀—16世紀），字文卿，貴州都司永寧衛籍，江西南昌府寧州人，明朝政治人物。

## 生平
周昺是成化八年進士周季麟的族姪，弘治五年（1492年）中雲貴鄉試舉人，正德九年（1514年）成進士，獲授黃陂知縣，曾在當地城池周圍興建營房；之後陞任南京刑部主事、員外郎、郎中，官至四川馬湖知府。

## 引用
1. 1 2  同治《義寧州志·卷十九·選舉志》：正德九年甲戌唐皐榜 周昺 字文卿，季麟族姪，授黃陂知縣，陞南京刑部主事，厯官員外、郎中，遷四川馬湖知府……宏治五年壬子鄉試……周昺 貴州永甯衛籍，中雲貴鄉試，詳見進士
2. ↑  《欽定古今圖書集成·經濟彙編·考工典·卷二十一》：黃陂縣城池，原土城，……正德十一年，知縣周昺周圍蓋造營房。